# Zivilgefangenenlager Neufahrwasser

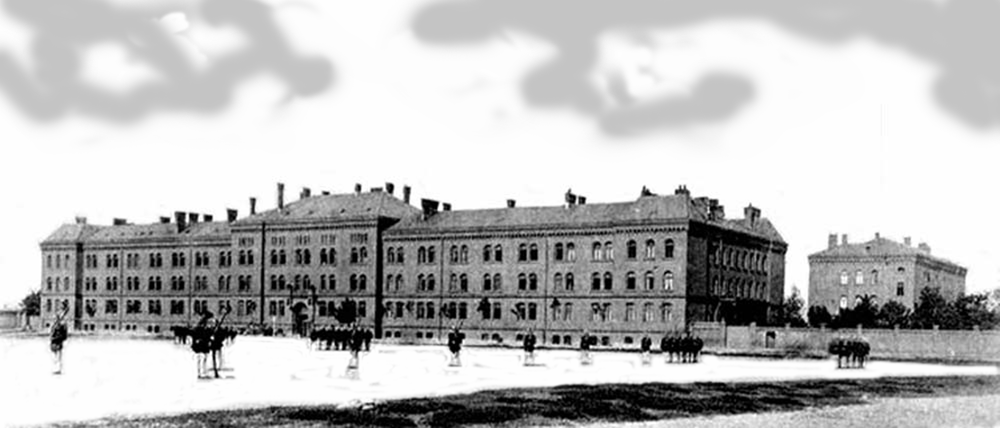
Bild der Kaserne (etwa 1900)

Das Zivilgefangenenlager Neufahrwasser war ein Durchgangslager für etwa 10.000 Polen in den ersten Monaten des Zweiten Weltkriegs. Das Lager wurde 1939 in Kasernengebäuden in Neufahrwasser, einem Stadtteil der heute polnischen Stadt Danzig (Gdańsk), eingerichtet.
Die Kaserne in Neufahrwasser war vom 7. September 1939 bis zum 31. März 1940 das Hauptquartier aller Zivilgefangenenlager für den annektierten Danziger Freistaat und den polnischen Korridor unter der Leitung von SS-Obersturmbannführer Max Pauly. Aus ihnen ging im weiteren Verlauf das KZ Stutthof hervor.

## Geschichte

### Kaserne des Danziger Infanterie-Regiments Nr. 128
Die Gebäude der Kaserne wurden in den Jahren 1883–1885 im Stil des Historismus erbaut. Zuerst war sie Garnison der Füsiliere des Grenadier-Regiments Nr. 5. Seit 1890 erhielt hier das II. Bataillon des Infanterie-Regiments Nr. 128 (ab 1902: Danziger Infanterie-Regiment Nr. 128) seine Unterkünfte. Seit 1901 ist das III. Bataillon nachgewiesen.
Nach Ende des Ersten Weltkriegs wurde das Regiment ab dem 16. Dezember 1918 in Danzig demobilisiert. Aus Teilen wurde im Frühjahr 1919 das Freiwilligen-Infanterie-Regiment 128 aufgestellt. Im Juni 1919 gingen Teile im neu gebildeten Reichswehr-Infanterie-Regiment 34 der Vorläufigen Reichswehr auf.

### Freie Stadt Danzig
Mit Inkrafttreten des Versailler Vertrages wurde Danzig 1920 Freie Stadt und entmilitarisiert. Seit März 1922 war der polnische Staat Eigentümer der Kasernen in Neufahrwasser. Für polnische Staatsbürger, die bei exterritorialen Einrichtungen, wie der polnischen Post oder im Hafen arbeiteten, wurden hier Wohnungen und eine Grundschule eingerichtet. Zu den Einrichtungen gehörte auch eine Turnhalle, eine Unterkunft für Pfadfinder und eine Kapelle.

### Zweiter Weltkrieg

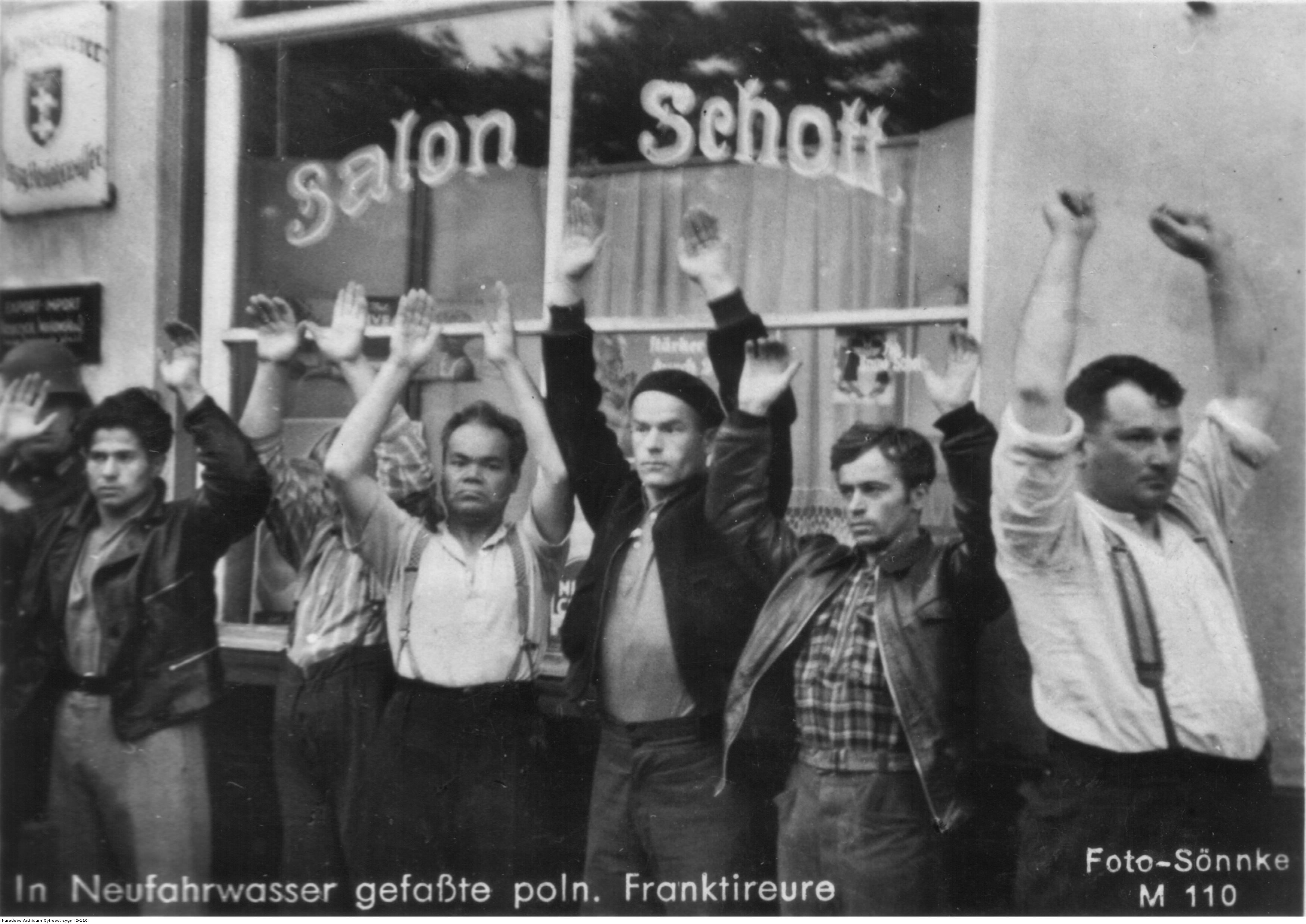
"In Neufahrwasser gefaßte poln. Franktireure." (Foto-Sönnke M 110)

Mit dem deutschen Überfall auf Polen am 1. September 1939 begannen in der Freien Stadt Danzig Massenverhaftungen. Am ersten Kriegstag wurden etwa 1500 Personen festgenommen, ungefähr 1000 kamen in die Zivilgefangenenlager Viktoriaschule in Danzig, andere in das Gefängnis Schießstange, 150 mussten ab dem 2. September das Zivilgefangenenlager Stutthof (später KZ Stutthof) erweitern. Opfer der Verhaftungen wurden meist Polen, die aktiv am Leben des Kleinstaats beteiligt waren, unter ihnen Lehrer, Ärzte, Priester, sowie Mitglieder von polnischen Organisationen in Danzig. Neben den Vereinen der Polonia waren das vor allem die Polnische Post und der Danziger Hafen. Die Listen der „unerwünschten polnischen Elemente“ hatten die Danziger Nationalsozialisten seit 1936 angelegt.
Der Gebäudekomplex in Neufahrwasser wurde noch in der Nacht des 1. September von Polizeitruppen, SS und SA umstellt. Die Gefangenen wurden in das Lager Viktoriaschule gebracht, da in Neufahrwasser mit dem Kampf um die Westerplatte der Weltkrieg begann.
Vom 7. bis zum 15. September erfolgten umfangreiche Abtransporte von Gefangenen aus der Viktoriaschule nach Neufahrwasser, aber auch in andere Lager. Das Lager Viktoriaschule wurde am 15. September aufgelöst. Für die Bewachung war der SS-Wachsturmbann Eimann verantwortlich. Viele der Inhaftierten unter ihnen der Priester Robert Wohlfeil wurden zu Aufräumarbeiten auf der Westerplatte gezwungen. In den folgenden Wochen wurden weitere Polen aus dem Korridor eingeliefert. Dort erfolgten Verhaftungen im Rahmen des Unternehmen Tannenberg.
Etwa 10.000 Polen, bis zu 3.000 gleichzeitig, waren in Neufahrwasser inhaftiert. Abtransporte erfolgten in Lager in Danzig-Westpreußen, zu Massenhinrichtungen bei Piasnitz und mit der Auflösung im März 1940 vor allem nach Stutthof und seine Außenlager. Auch die Lagerverwaltung unter Max Pauly wurde nach Stutthof verlegt.

### Gegenwart

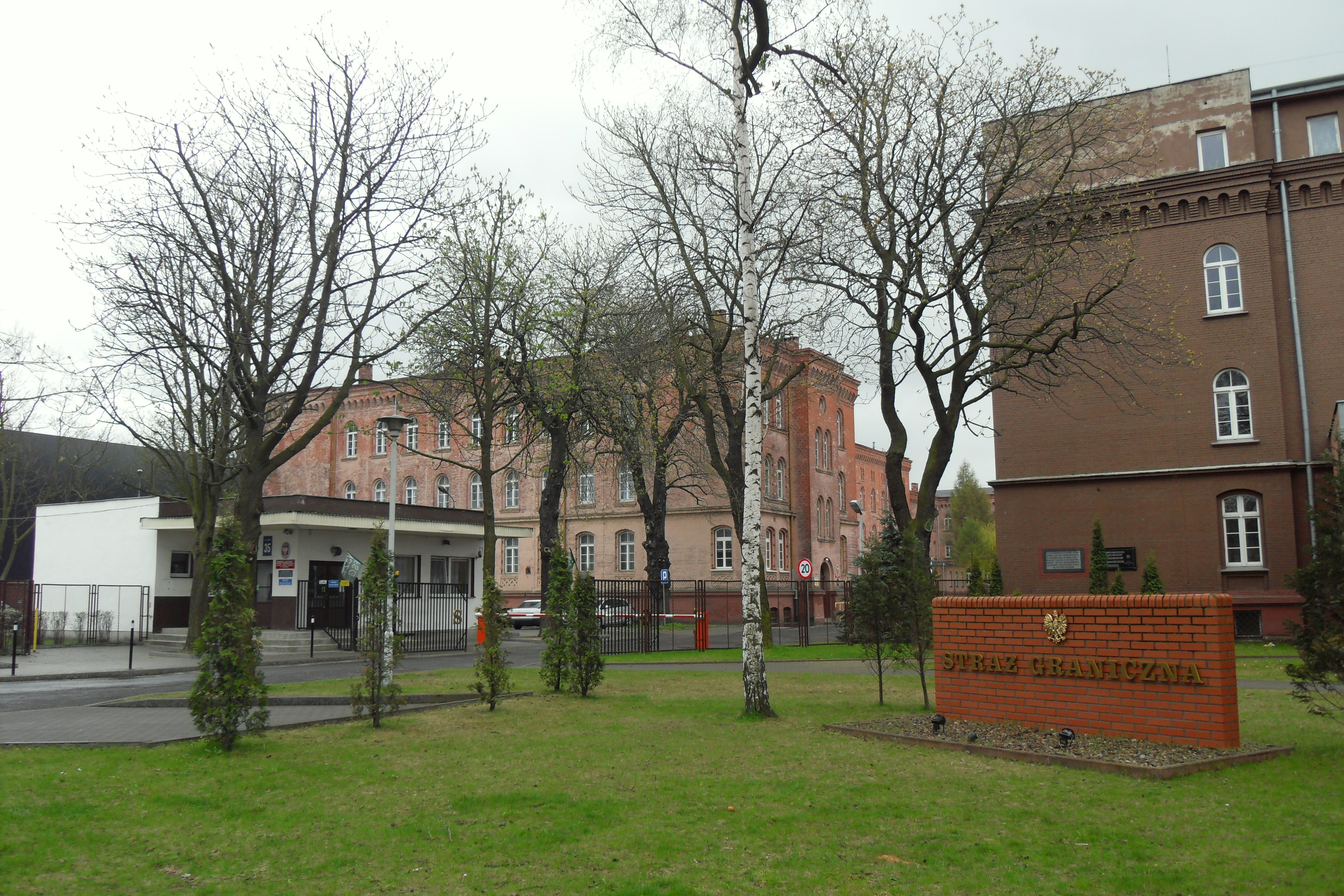
Bild der Kaserne (Gegenwart)

Heute befindet sich in dem Gebäudekomplex das Hauptquartier der Morski Oddział Straży Granicznej (Küstenwache) der Straż Graniczna (polnischer Grenzschutz).

## Prominente Gefangene
- Alojzy Liguda, polnischer Ordenspriester, 1942 im KZ Dachau ermordet.
- Bolesław Piechowski, polnischer Geistlicher, 1942 in der Tötungsanstalt Hartheim ermordet.
- Robert Wohlfeil, Priester, 1940 im KZ Sachsenhausen ermordet.

## Lagerkommandanten
- Franz Christoffel, SS-Hauptsturmführer[2]

## Weitere Internierungslager
- Zivilgefangenenlager Viktoriaschule in Danzig
- Gefängnis Schießstange in Danzig
- Zivilgefangenenlager Stutthof, später SS-Sonderlager und KZ
- Zivilgefangenenlager Grenzdorf in Grenzdorf B, später Außenstelle Grenzdorf des KZ Stutthof